# Völs am Schlern
Völs am Schlern är en ort och kommun i provinsen Sydtyrolen i regionen Trentino-Sydtyrolen i Italien. Kommunen hade 3 579 invånare (2018).